# Yves Sillard
Yves Sillard (Coutances, 5 gennaio 1936 – 12 aprile 2023) è stato un ingegnere e aviatore francese.

## Biografia e carriera
Dopo aver frequentato l'École polytechnique e avere conseguito il diploma nel 1954, Sillard ha scelto la carriera di ingegnere militare e ha frequentato l'École nationale supérieure de l'aéronautique et de l'espace (SUPAERO), conseguendo nel 1959 la laurea in ingegneria aeronautica. Sillard ha inoltre conseguito il brevetto di pilota militare dell'Armée de l'air.
Nel 1960 ha cominciato la sua carriera di ingegnere militare presso il Centre d'essais en vol.
Nel 1964 è stato distaccato al Segretariato Generale per l'Aviazione Civile come responsabile del programma del Concorde.
Nel 1965 è entrato al CNES ed è stato nominato responsabile della costruzione a Kourou del Centre spatial guyanais(CSG). Sillard ha diretto il CSG dal 1969 al 1971 e in seguito è divenuto responsabile del Programma Ariane.
Nel 1976, sotto la presidenza di Hubert Curien, è diventato direttore generale del CNES, carica che ha mantenuto fino al 1982. Durante questo periodo ha partecipato alla creazione del GEPAN, un organismo pubblico destinato allo studio degli UFO.
Dal 1982 al 1988 è diventato presidente e direttore generale dell'Institute français de recherche pour l'exploitation del la mer (IFREMER).
Nel 1989 è stato nominato "delegato generale per gli armamenti" presso il Ministero della Difesa, incarico che ha mantenuto fino al 1993. Dal 1994 al 1997 è stato presidente e direttore generale della società pubblica francese Défense Conseil International. Nell'aprile del 1997 è stato nominato "delegato per la politica spaziale" presso il Ministero della Difesa.
Nel gennaio del 1998 il Segretario Generale della NATO Javier Solana ha nominato Sillard "Segretario Generale Aggiunto della NATO per gli Affari Scientifici e l'ambiente".
Nel settembre del 2005 Sillard è stato nominato alla guida del comitato direttivo del GEIPAN, organismo nato dopo la chiusura del SEPRA. In quest'incarico, su richiesta del presidente Jacques Chirac, ha preso l'iniziativa di aprire al pubblico gli archivi francesi con i documenti riguardanti gli UFO prima coperti dal segreto militare.

## Pubblicazioni

### Articoli
- « Les lanceurs de satellites », La Recherche, nº 66, avril 1976, p. 316
- « Les industries d'armament:dossier », 1993

### Libri
- « Télécommunications spatiales » (prefazione di Yves Sillard e Jean-Pierre Poivetin), Masson, 1982
- « Phénomènes aérospatiaux non identifiés, un défi à la Science » (opera collettiva sotto la direzione di Yves Sillard), éditions Le Cherche Midi, 2007